# ۸۷۱ (میلادی)
۸۷۱ (میلادی) هشتصد و هفتاد و یکمین سال تقویم میلادی است.

## درگذشتگان
‎